# جان کوکریل
جان کوکریل (انگلیسی: John Cockerill) شرکت مهندسی بلژیکی است، که در سال ۲۰۰۲ تأسیس شد.